# Abbaye de Florièyes
Pour les articles homonymes, voir Florièye (homonymie).
L'abbaye Sainte-Marie de Florièyes (à ne pas confondre avec la chapelle portant le même nom sur la commune de Lorgues ou encore la Maison d'accueil des sœurs de Bethléem Notre-Dame de Floriège à proximité de l'Abbaye du Thoronet), est située sur la commune de Tourtour, dans le département français du Var et la région Provence-Alpes-Côte d'Azur.
Elle se situe le long de l'ancienne voie, dite « romaine », entre Tourtour et Flayosc (Var), aujourd'hui piste K25 du service départemental d'incendie et de secours (SDIS) du Var, et surplombe la Florieye, (ou Florielle, Florieye, Floreya, ou Florièges) petit cours d'eau parfois très encaissé qui se jette dans l'Argens.

## Histoire
C'est la première abbaye cistercienne de Provence. Elle a été fondée le 14 avril 1136, grâce à Raymond de St-Gilles, par l'abbé Paulin et une douzaine de moines cisterciens de l'abbaye de Mazan.
Les recherches effectuées par Guy Désirat ont mis en évidence une occupation suivie qui va de l'époque protohistorique : Âge du Bronze final, premier Âge du Fer, gallo romaine et médiévale.
De nombreux vestiges ont en effet été découverts à proximité de Tourtour, à Arquinaud, et appartiennent au Néolithique. Cinq oppidums et un poste de vigie situés dans la vallée de Florieye attestent une présence humaine durant l'âge du fer.
Selon le service régional de l'inventaire, l'abbaye aurait peut-être été fondée sur le territoire d'Arquinaut. Au XIXe siècle, la chapelle Notre-Dame-de-Florièye était parfois appelée « Notre Dame d'Arquinaut » , peut-être en référence au site situé sur la colline de calamantran au sein du Domaine des Treilles,,.
À la suite d'une demande de protection au titre des monuments historiques de l'ancienne abbaye de Florièyes formulée le 5 décembre 2013, « la délégation permanente de la commission régionale du patrimoine et des sites (C.R.P.S) du 14 mai 2014 a émis un avis défavorable à la poursuite de la procédure en l'état actuel des connaissances, estimant que l'intérêt historique et architectural de l'ancienne abbaye de Florièyes justifiait au préalable l'entreprise d'une étude archéologique approfondie. La délégation a en revanche souhaité qu'un périmètre de protection archéologique soit institué au plus vite pour une première protection de ce site à l'initiative du service régional de l'archéologie compétent pour la mise en œuvre de ces décisions ».
Une étude de l'archéologie du bâti serait également nécessaire pour identifier précisément les époques des divers vestiges de constructions médiévales subsistant, y compris sur le site d'Arquinaut.
Floriège, Florieye, ou encore Florielle est un petit cours d'eau qui se jette dans l'Argens. C'est dans le vallon étroit et pauvre de Florièye que les moines avaient élevé des maisons de bois, avant de dresser les premiers murs de leur abbaye.
Selon Edmond F. Barbier, les travaux de débroussaillement, nivellement et repérage des carrières du site de l'abbaye du Thoronet ont commencé peu après la confirmation de 1146 par Raimond-Bérenger II. Ce qui fait dire à Jean Guyou que de 1150 à 1175 le Thoronet ne fut qu'un grand chantier.
C'est donc sans doute peu de temps avant 1157, que la décision est prise de transférer le siège abbatial à Le Thoronet. La fondation du Thoronet et le début de la construction du premier bâtiment (futur cellier), puis de l'église sont en effet datés entre 1157 et 1160. Leur installation a ainsi pu se réaliser lorsque les premiers bâtiments du Thoronet furent aptes à accueillir la communauté. L'achèvement de la construction se situe vers 1176.
Les raisons en sont toujours obscures. L'abbaye se situant sur la route menant à la Commanderie du Ruou, une hypothèse est que les moines préférèrent s'éloigner de ses zones d'influence. Or 
cette piste de réflexion ne semble pas être étayée puisque la commanderie et le monastère disposaient l'un et l'autre de propriétés très étendues, et qu'aucun incident n'a été relevé. Et l'on sait par ailleurs avec certitude que l'abbaye a conservé ses propriétés jusqu'à la Révolution. En effet, selon un procès-verbal de visite établi par l'architecte Laurens Vallon le 10 février 1699, Notre-Dame-de-Florièyes serait encore occupée par des religieux. Florièyes a par ailleurs gardé l'intégrité de son domaine (avec ses 127 hectares) jusqu'à sa vente comme bien national en 1789 à un fermier.
D'autres historiens estiment plutôt que ce serait parce que ce lieu aride et venteux était inadapté au système agraire cistercien.
Les lieux ne seront d'ailleurs pas complètement délaissés puisqu'ils devinrent un prieuré, et les abbés du Thoronet prirent l'habitude d'aller se recueillir dans la chapelle de Notre-Dame de Florielle lors de leur intronisation ; il leur fallait six bonnes heures pour s'y rendre.
Les vestiges de l'ancienne abbaye appartiennent à la SCI agricole du Domaine de Florielles.

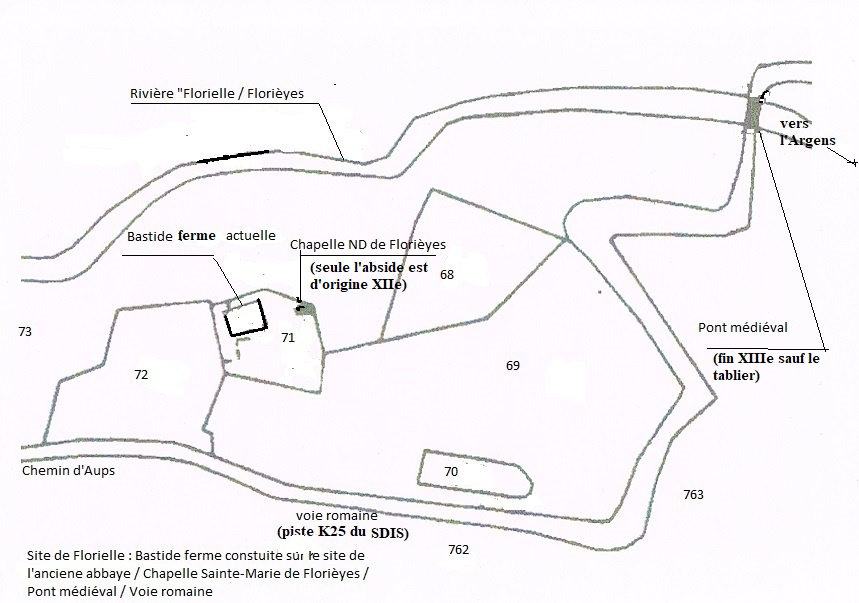
Plan général du site avec désignation des éléments patrimoniaux.
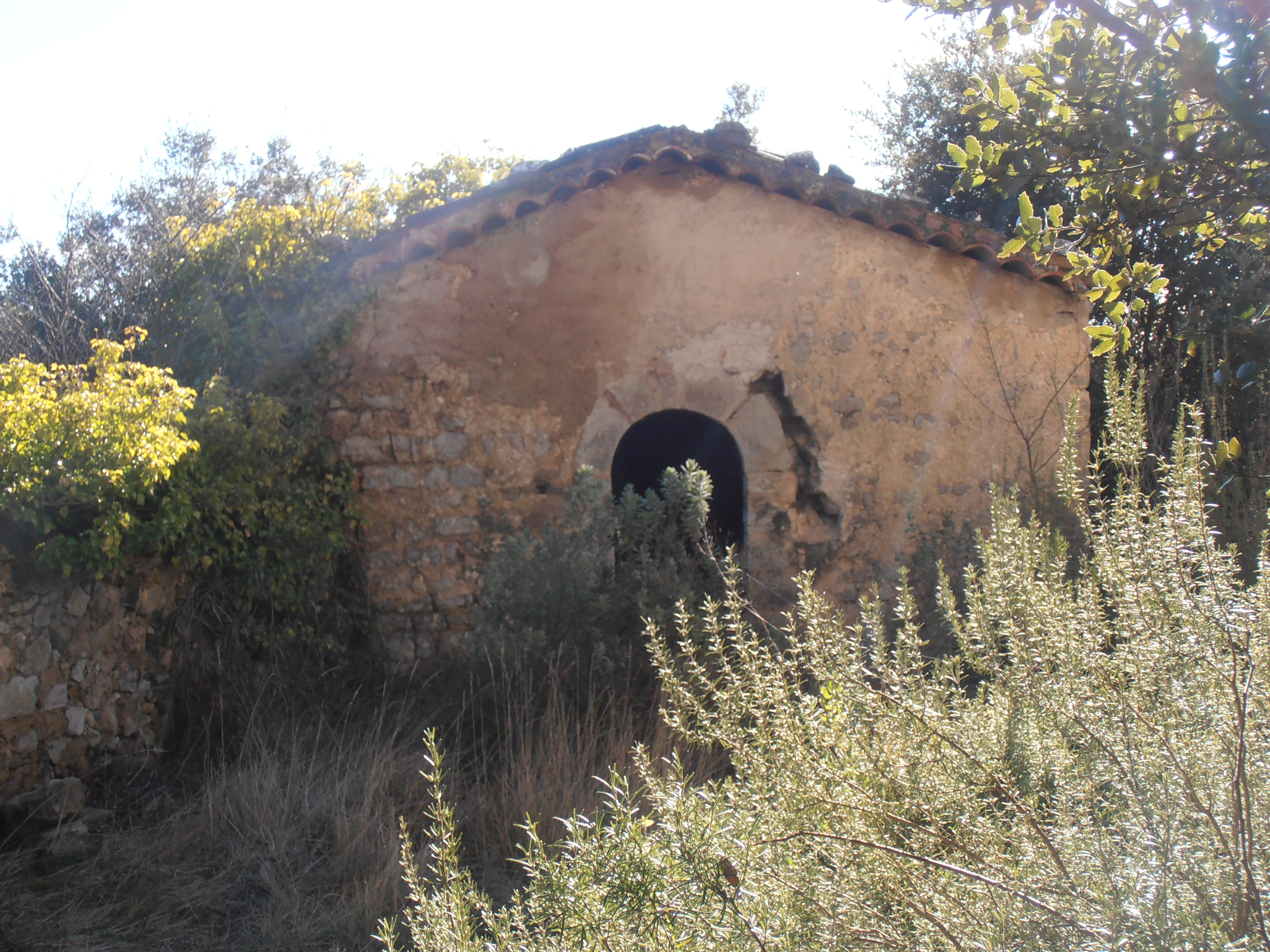
La chapelle de l'abbaye Notre-Dame de Florièyes.
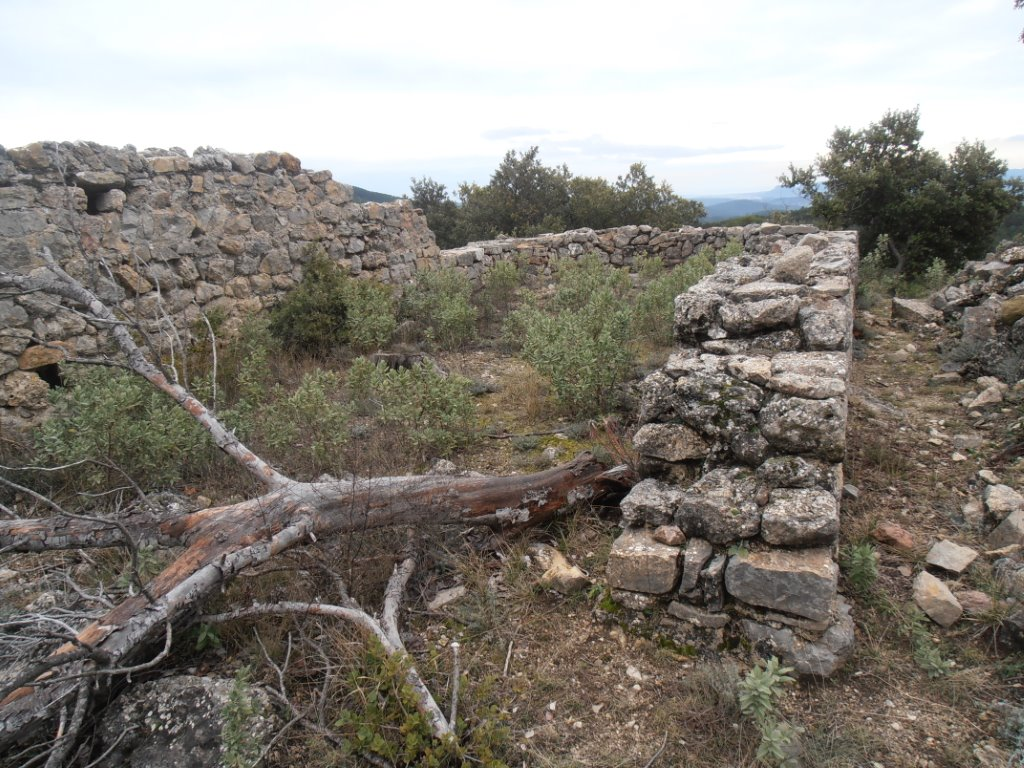
Site d'Arquinaut : restes constructions médiévales.

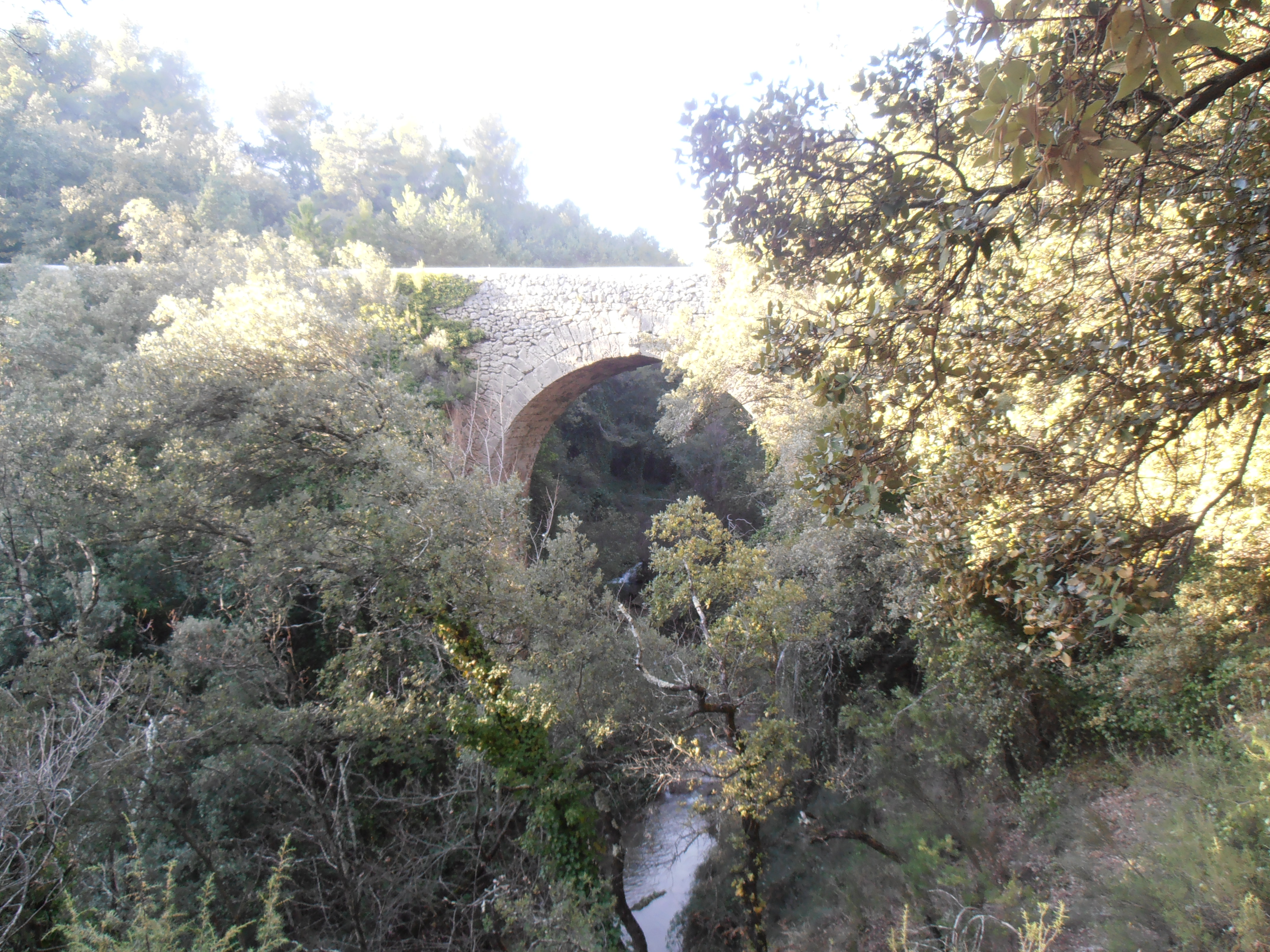
Pont enjambant la rivière «  Florièye ».
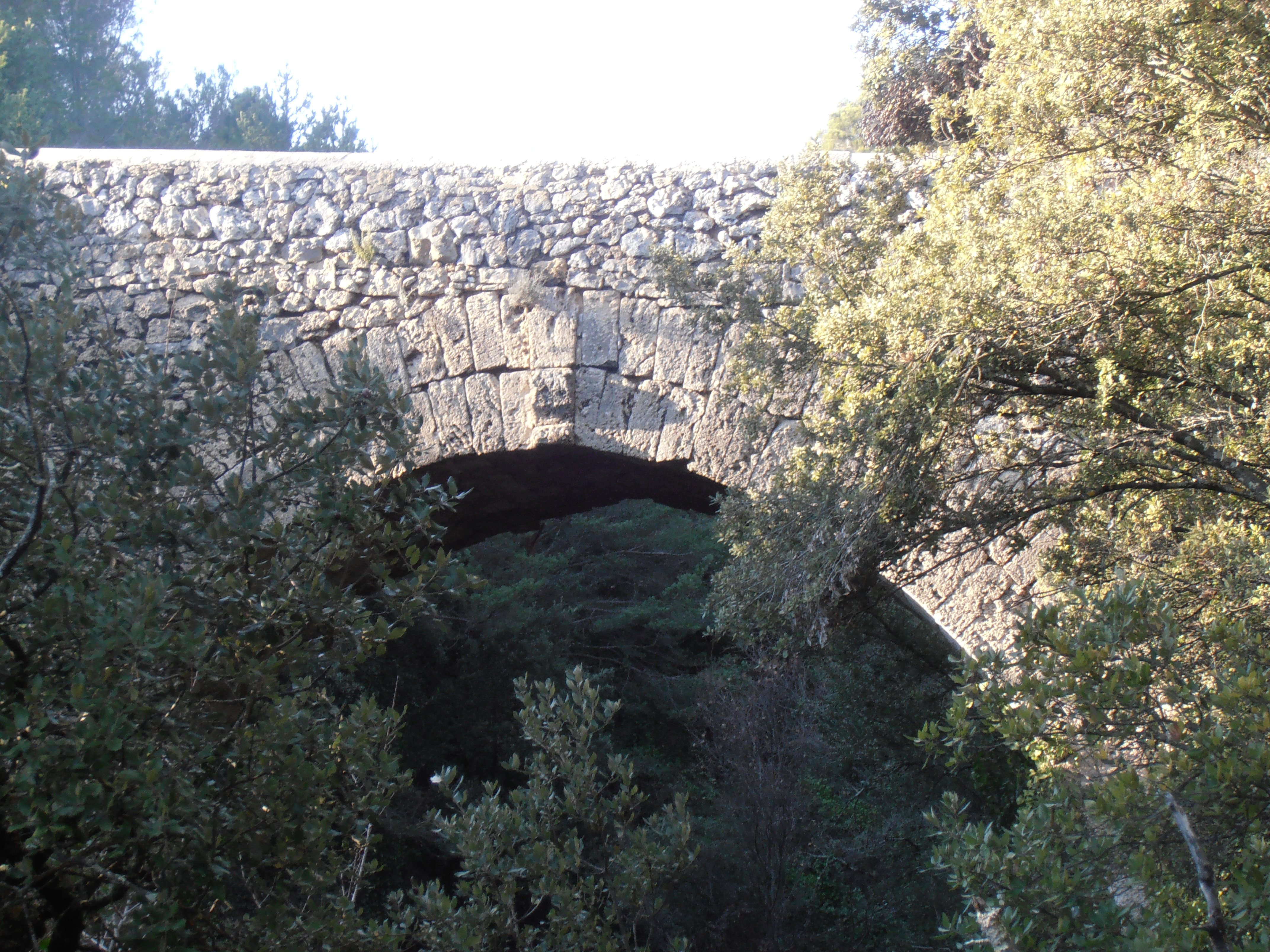
Vue de détail du pont « médiéval ».
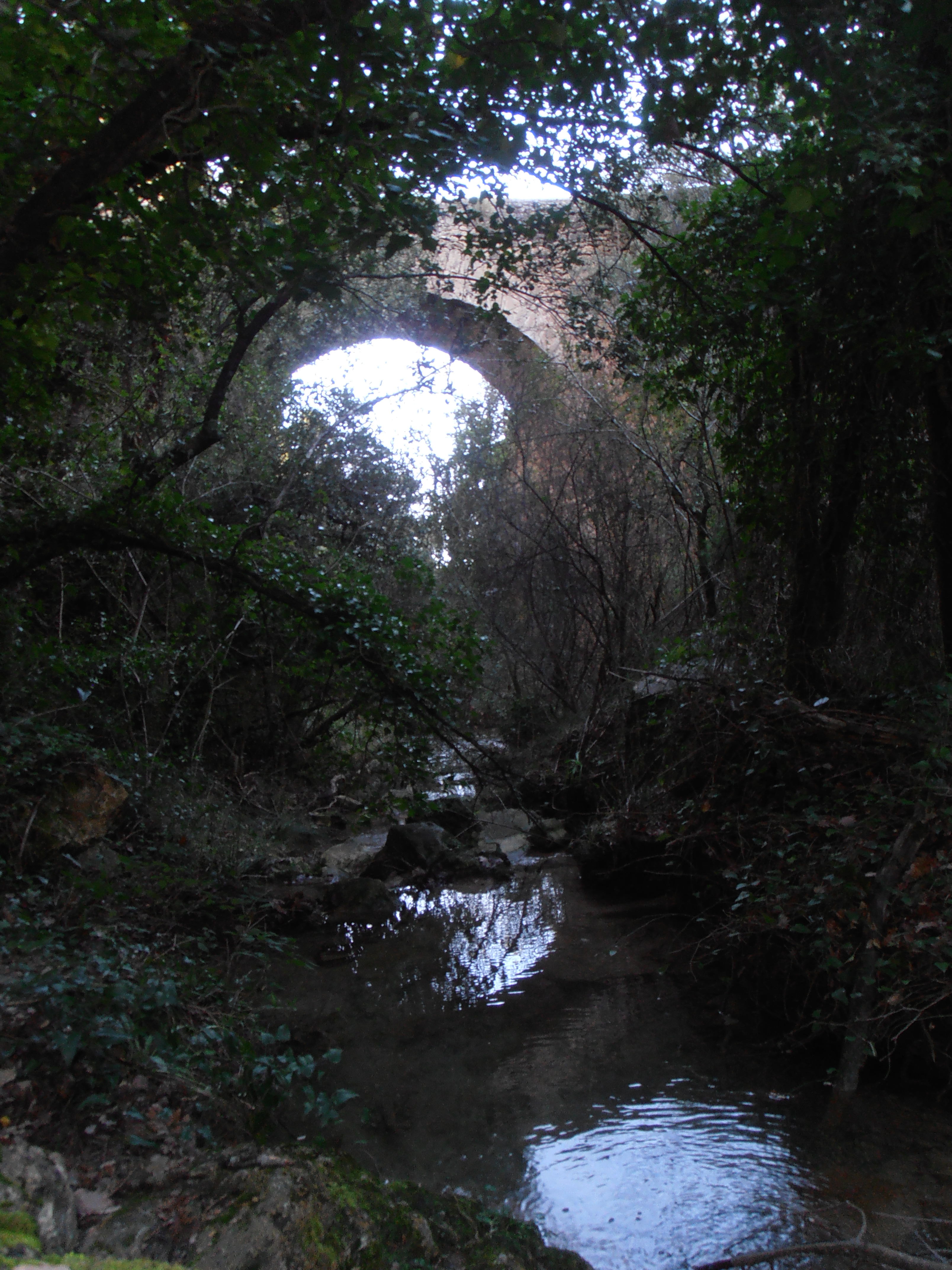
La Florièye, appelée aussi Florielle, Florièges...

## La voie dite «romaine» qui longe l'ancienne abbaye
Non loin de la Via Julia Augusta, les Romains construisirent de nombreux établissements de plaine au quartier Saint-Pierre, à l'Evoue, aux Treilles, au Colombier. Leur présence est attestée jusqu'au Ve siècle ap. J.-C., époque des invasions barbares, .

« À l'époque romaine, le bassin de la Nartuby était traversé par la voie de Forum Voconii à Riez, qui reliait Fréjus et la région côtière à la zone des Plans. En un point incertain de cette valle se trouvait la mutatio d'Antea. Cette zone de contact comportait-elle un carrefour de voies secondaires auxquelles ont probablement succédé des chemins médiévaux comme celui qui mène à Tourtour et au castrum d'Arquinaut. »

À trois kilomètres du village de Flayosc, près de la chapelle Saint-Pierre de Lavenon,,, de nombreux vestiges gallo-romains ont été découverts (lampes, vases, monnaies, briques…), ainsi qu'une inscription funéraire (cippe funéraire) en hommage à Caius Julius que l'on peut admirer dans le hall de la mairie de Flayosc,.

## Les vestiges de l'ancienne abbaye
Sur ce site, subsistent quelques ruines et une chapelle. Concernant la chapelle, seule l'abside est d'origine (XIIe siècle) et la nef a été reconstruite plus récemment au moins dans la partie supérieure. La partie d'origine de l'ancien couvent est en grande partie conservée.
Certains murs de la bergerie du XIIe siècle, et des écuries et cochonniers du XVIIIe siècle sont en partie conservés.
La bastide qui jouxte la chapelle Sainte-Marie a, elle, été bâtie vers 1792-1793. Cette partie de construction a d'ailleurs été habitée jusque dans les années 1950. La dégradation et le vandalisme ont malheureusement accéléré sa perte.
Le pont médiéval (et non pas romain), parfaitement conservé, sauf le Tablier (pont) plus récent, date de la fin du XIIIe siècle. Il enjambe la Florieye qui se jette dans l'Argens.

### Les abbés et prieurs de Floriège
Rappelant que les abbés du Thoronet ont toujours été intronisés à l'abbaye mère de Sainte-Marie de Florièyes. Les différents auteurs s'accordent au moins sur quelques noms d'abbés du Moyen Âge :
- Paulin[41], premier abbé de Floriège en 1136[42] ;
- Jean, abbé de Floriège en 1149 ;
- Pons, abbé de Floriège, dont on retrouve son nom dans la Confirmation de la donation de l'église Saint-Pierre-de-Beaumont en 1157,
- Guilheim, prieur de Floriège (1188-1189) ;
- Folquet de Marseille, nommé abbé de Thoronet en 1201 ;
- Jourdan, seigneur de Vidauban, était moine à l'abbaye de Florièyes en 1218[43] ;
- Jean de Pontevès est prieur de Notre-Dame de Florièyes en 1439[44].

Voir aussi : la liste des abbés de l'abbaye du Thoronet, appelés fréquemment « abbés de Florieyes ».

### Les inhumations à l'abbaye de Floriège
On dispose de peu d'informations vérifiables concernant les inhumations.
Ce que l'on sait concernant l'abbaye du Thoronet c'est que, comme à Mazan, il n'y a pas de portail monumental, juste deux portes, simplement couvertes d'un arc en plein cintre. Celle du nord était réservée aux frères convers. Celle du sud était la « Porte des Morts » : les moines défunts étaient sortis par cette porte après la messe pour être portés au cimetière derrière le chevet, où ils étaient enterrés en pleine terre. Le long du mur sud, on peut observer un dépositoire, qui recevait les corps avant leur inhumation.
Dans les sites d'Arquinaut et de Florielle, des recherches font état de la découverte de tombes gallo-romaines et de tombes à inhumation sous tuiles.
Une tombe en bâtière de type nécropole paléochrétienne des Ve/VIe siècles est visible au niveau du chevet de la chapelle de Florièyes. Découverte au début du XXe siècle, elle a été également signalée par Guy Désirat.
La présence d'ermites, qui ont été les gardiens des lieux, ne semble pas avoir laissé de traces ?
Deux inhumations semblent cependant pouvoir être attestées par les chercheurs :
1. un certain « Sapa », peu après 1209 ;
2. un des premiers moines de Floriège, Guilhem, dont les cendres ont été transférées au Thoronet puis à l'église de Lorgues.

### Procession solennelle à l'abbaye de Notre-Dame de Floriège
Un des avant-bras de Guilheim, conservé à Tourtour, faisait l'objet d'une procession le dimanche le plus rapproché du 13 juin. Une lettre du curé de Lorgues, le 21 juin 1873, à l'évêque de Fréjus, conservée aux archives paroissiale de Lorgues (voir Liste des évêques de Fréjus et Toulon), signale la présence dans la chapelle détruite de Notre-Dame-de-Florièyes à Lorgues d'une relique du saint.
Par ailleurs la présence d'une petite croix et d'une date (30 juin 1748) sur une pierre gravée située sur la voie romaine longeant l'ancienne abbaye Notre-Dame de Florièyes et sur son lien avec un pèlerinage, a conduit Mariette Brest guide conférencière à l'Office de tourisme de Tourtour à consulter la direction départementale des archives du Var quant à un éventuel rapport de cette date avec une visite pastorale de l'évêque de Fréjus. En réponse Alain Droguet, Directeur des Archives Départementales du Var, nuance l'information avancée par Nicole et André Cabau qui n'apparaît pas dans le procès-verbal de la visite pastorale de 1743 (cote 1 G 72). En effet les auteurs indiquent que, selon les périodes, une ou deux fois par an, une procession solennelle avait lieu à Notre-Dame de La Floriège. Lors de la visite pastorale du 28 avril 1743, l'évêque fixe plusieurs processions et notamment l'une le dimanche suivant le 23 juin et le 5 septembre. Si l'on se réfère à un calendrier perpétuel, le 30 juin 1748 correspond à un dimanche. Elles perdurèrent jusqu'à la Révolution.